# Nijolė Medvedeva
Nijolė Medvedeva, verheiratete Bluškytė, (* 21. Oktober 1960 in Kelmė) ist eine ehemalige litauische Leichtathletin.
Die Weitspringerin startete zu Beginn ihrer Laufbahn für die Sowjetunion. Bei den Hallenweltspielen 1985 – Vorläufer der heutigen Hallenweltmeisterschaften – gewann sie die Bronzemedaille. 1988 sprang sie mit 7,14 m persönliche Bestleistung. Bei den Olympischen Spielen 1992 ging sie für Litauen an den Start und erreichte den vierten Platz. Allerdings wurde sie bei der Dopingkontrolle positiv auf ein Stimulans getestet und disqualifiziert.